# 算段の平兵衛
『算段の平兵衛』（さんだんのへいべえ）は、上方落語の演目。
演者が絶えて埋もれていた噺を、昭和の戦後に3代目桂米朝が先人から断片的に聞き集め、復刻した。くすぐりが非常に少なく、なおかつ人の死体やエゴに満ちた登場人物を陰惨に感じさせずに描写する必要があり、演者にとっては技量が試される。3代目米朝は「悪が栄えるという内容なので、後味が悪くならないように演じるのが難しい。平兵衛をどこか憎めない男とか、共感するようなところあるように描かないと落語として成り立たない」と論じている。

## あらすじ
とある村の年老いた庄屋は村の中でひそかに、お花という妾を囲っていたが、悋気（＝嫉妬）持ちの自身の妻（以下、婆）に知れてしまった。庄屋は「お花を村から追い出すのは忍びない」と思い、通称「算段の平兵衛」と呼ばれる、就農せずに人間関係や金銭問題の仲裁を専業としている村の男にお花を嫁がせることに決める。
平兵衛は庄屋がお花に支払った手切れ金をたちまち遊興に使い果たし、お花の着物も道具も勝手に質に持ち出すに至って、夫婦そろって生活に行き詰まる。平兵衛はお花に「美人局 （つつもたせ）をやれ」とけしかける。なけなしの金で酒を用意し、お花が色仕掛けで庄屋を誘惑して夫婦の家に呼び込み、酔った庄屋がお花に迫った瞬間に、身をひそめた平兵衛が捕まえ、金をゆすろうという計画だ。平兵衛のたくらみは首尾よく成功するが、平兵衛が殴った途端に庄屋は死んでしまう。夫婦そろって驚き慌てるが、平兵衛は一計を案じる。
夜になり、平兵衛は庄屋の死体を、庄屋の家の前まで運び、庄屋の声色を使って家の中の婆に「今、平兵衛のところから戻った」と告げた。婆は「お花のもとへ通っていて帰宅が遅くなったのだろう」となじり、戸を開けない。平兵衛は狼狽したふりをし「庄屋が締め出されて謝ってる、てな恥ィさらされん。村の衆に見られたら、首吊って死ななしょうがない」と言うと、婆は「甲斐性があるなら、首でも何でも吊れ!」と言い放つ。「よう、そのひと言を言うてくれた」
平兵衛は、庄屋が身に着けている帯をそばの木の枝にくくり、そこに庄屋の死体を吊るして帰宅した。しばらくして外の様子を見た婆は仰天する。「首吊りは変死じゃ、村の庄屋がお上の詮議を受けるようなことになれば家の恥・村の恥……。算段の平兵衛に相談せな」平兵衛の家に駈け込んだ婆は、平兵衛に25両を払い、問題のもみ消しを依頼する。
折りしも、隣村は月明かりの下で盆踊りの練習をしている最中だった。平兵衛は死体に浴衣を着せ、自分も浴衣に着替え、頬被りでそれぞれの顔を隠して、死体を背負って隣村へ向かう（このとき、下座から「堀江盆踊り唄」が流れる）。平兵衛は死体を抱えたまま踊りの輪の中にまぎれ込み、死体の冷たい手で隣村の男たちの顔をなで回す。行事を冒涜されたと感じて激高した隣村の男たちは、暗くてよくわからないままに死体の手をつかみ、一斉に殴りかかる。死体をすかさず放り出した平兵衛は夜陰にまぎれて姿を消す。男たちがぐったりしている人間の顔を確認すると、隣村の庄屋であり、すでに死んでいたため、「殴り殺してしまった」と勘違いし、「算段の平兵衛に相談せな」と、25両を持って平兵衛の家に駈け込む。「明るみに出れば、ふたつの村がかたき同士になる。どうか丸い話に……」
平兵衛は「これからわしが庄屋の家に行って、『庄屋を捜しに行こう』という名目で婆を崖下へ連れ出す。お前らは崖の上まで死体を運んで酒盛りをしている振りをし、わしが提灯で合図をしたら、庄屋が誤って落ちたように装って崖から死体を落とせ」と提案する。その一方、婆に対しては「隣村の男を25両で買収し、もみ消す話をつけてきた」と吹き込んで連れ出し、庄屋の死体が崖から滑り落ちる様子を見せる。こうすれば、婆や隣村の男たちがすでに庄屋の死を知っていることを、お互いに関知しなくなり、川向うの薮医者が検死の結果事故死と診断するので、下手人は出ず、死んだ庄屋も面目が立ち、婆と隣村の男たちは、お互いに「自分たちが庄屋を殺した」と思っているので口止めがきき、そして、平兵衛にとっては双方から金をもらったことおよび、平兵衛こそが庄屋殺しであること自体を誰にも気付かれないという「算段」であった。
その後、平兵衛の近所に住む盲目の按摩師・徳の市が「最近金回りがよいようで……。ちょっとしのがせてもらえんか」と、くり返し平兵衛をゆすり始める。誰もが恐れる平兵衛を金づるにする徳の市に対し、村人たちは疑問に思う。
「平兵衛の痛いとこ握ってるか知らんけども、こんなことしてたら、終（しま）いにはどえらい目に遭いよるで」
「昔から言うやないか、『盲（めくら）ヘエベエに怖（お）じず』」（「盲蛇に怖じず」の地口）

## バリエーション
小佐田定雄は2015年の著書で、「今では通用しなくなった諺」のため本来の本来の落ち（サゲ）までは演じずに、「按摩の徳さんが算段の平兵衛を強請（ゆす）りにかけようというお噺ですが、今日はこの辺で」と切り上げることが大半であると記している。
また「取って付けたような頼りないサゲであり、しかも語呂が良いとも言いにくい」（3代目米朝談）と復刻者自体も語るためでもあり、新たな落ちを工夫する演者も見られる。主な変種として下記がある。
- 平兵衛が徳の市の二度目のゆすりを断ると翌日、平兵衛宅に役人が踏み込み平兵衛をお縄にする。拷問による取り調べが終わり帰ろうとする役人の袖口から一分銀がこぼれ落ち、倒れている平兵衛の鼻先へ。これを拾った平兵衛「銭の顔を見てから言い方変えたら薄情なようやけど、庄屋はわてが殺りましてん」（それまでに、庄屋の妻君や隣村の若い衆に金を積まれ算段を頼まれた折「銭の顔を見てから…薄情なようやけど」と二度、伏線を張っている）（月亭可朝）
- ラストで徳の市の代わりに役人を登場させ、平兵衛を逮捕すると思いきや「この謎を解くよい算段はないかのう」と言わせてサゲる演じ方がある（3代目桂南光など）。
- 庄屋の細君と隣村連中ら見事50両を手に入れた翌朝、お花が平兵衛を裏切って50両全てを懐に入れると書置きを残して姿をくらましてしまう。書置きを読んで事態に気づいた平兵衛に「誰か算段してくれるものはおらんやろか」と言わせてサゲる（桂文珍）。
- 事件が一段落した後日談として、お花が平兵衛の会話中に「庄屋の一段、口止めで金をせしめる示談（二段）、そしてあんたは算段（三段）の平兵衛」と地口でサゲる（月亭八方など）。